# Theo Nischwitz
Theo Nischwitz, gebürtig Theodor Nischwitz (* 27. April 1913 in Berlin; † 14. Juli 1994 in Grünwald) war ein deutscher Spezialeffektkünstler und Kameramann für Spezialaufnahmen beim Film, neben Erwin Lange und Karl Baumgartner der bedeutendste Vertreter seines Fachs in der deutschen Filmgeschichte.

## Leben und Wirken
Der Sohn des Elsässers Heinrich Lisson kam über seinen Vater mit nicht einmal dreieinhalb Jahren erstmals mit der Kinematographie in Berührung, als er in dem Film Glaubensketten mitwirkte.
Seine Profilaufbahn startete er im Alter von 17 Jahren. 1930 begann Nischwitz eine Lehre bei dem Kopierwerk Afifa, bereits im Jahr darauf wurde er von der tricktechnischen Abteilung der UFA übernommen. Obwohl das gesamte Jahrzehnt fast durchgehend als Assistent tätig, stellte Nischwitz einige beachtliche und für die damalige Zeit ungewöhnlich innovative Filmtricks auf die Beine, vor allem bei so aufwändigen UFA-Produktionen wie Der Kongreß tanzt, F.P.1 antwortet nicht, Gold, Amphitryon und Stadt Anatol.
Im Zweiten Weltkrieg war er zunächst Kriegsberichterstatter und wurde für zwei militaristische Inszenierungen Karl Ritters von der Front abberufen. 1942 schloss er sich dem Team an, das die zahlreichen Spezialeffekte des UFA-Jubiläumsfilms Münchhausen besorgte.
1948 ging Nischwitz zur Münchner Bavaria und wurde im Jahr darauf Leiter von deren Trickabteilung. In den kommenden anderthalb Jahrzehnten arbeitete er für Kinoproduktionen, ab 1963, beginnend mit Michael Pfleghars Unterhaltungsrevue Lieben Sie Show?, zehn Jahre lang primär für das Fernsehen. In dieser Zeit entstand Nischwitz’ umfangreichste und bekannteste Leistung, die Spezialeffekte zur ersten deutschen Science-Fiction-Serie Raumpatrouille.
Seine Rückkehr zum Kinofilm zu Beginn der 70er Jahre ging einher mit der Kooperation mit dem Regisseur Hans-Jürgen Syberberg. In späteren Jahren arbeitete Nischwitz auch an einigen internationalen, in den Bavaria-Ateliers entstandenen Produktionen mit. Darüber hinaus beteiligte er sich auch an prestigeträchtigen Großprojekten. So kreierte er 1979/80 die Effekte für Rainer Werner Fassbinders viel diskutierte Serie Berlin Alexanderplatz, 1980/81 die für Wolfgang Petersens kommerziell äußerst erfolgreiches Kriegsdrama Das Boot und 1986 bis 1988 die für Peter Fleischmanns in der sowjetischen Provinz unter schwierigsten Arbeitsbedingungen entstandenen Science-Fiction-Produktion Es ist nicht leicht, ein Gott zu sein. Nischwitz war aber auch an den ersten Kinokomödienerfolgen von Otto Waalkes und Loriot beteiligt.
Auch in späteren Jahren hat Nischwitz für einzelne Fernsehfilme die Spezialeffekte geschaffen, so 1975 für die Adaption der szenischen Kantate Carmina Burana, 1980 für August Everdings Inszenierung von Hänsel und Gretel, 1983 für Ilse Hofmanns Das Gespinst und 1985 für die Geschichten aus der Heimat-Episode Sonnenschauer mit Hardy Krüger. Außerdem war er 1984 an der Fernsehserie Das Rätsel der Sandbank beteiligt. Im selben Jahr erhielt Nischwitz das Filmband in Gold für langjähriges und hervorragendes Wirken im deutschen Film.
Theo Nischwitz war zeitweilig mit der Filmeditorin Gertrud Hinz verheiratet. Sein letzter Schwiegervater war der Filmkomponist Mischa Spoliansky.

## Filmografie
- 1916: Glaubensketten (nur Filmrolle)
- 1931: Bomben auf Monte Carlo
- 1931: Der Kongreß tanzt
- 1932: F.P.1 antwortet nicht
- 1933: Ekstase
- 1933: Flüchtlinge
- 1934: Gold
- 1934: Maskerade
- 1934: Liebe, Tod und Teufel
- 1934: Das Stahltier (Dokumentarfilm)
- 1935: Amphitryon
- 1935: Königswalzer
- 1935: Mazurka
- 1936: Stadt Anatol
- 1938: Capriccio
- 1938: Die Hochzeitsreise
- 1939: Es war eine rauschende Ballnacht
- 1940: Bal paré
- 1940: Stukas
- 1942: Münchhausen
- 1943: Besatzung Dora
- 1948: Der Herr vom andern Stern
- 1948: Der Apfel ist ab
- 1948: Der große Mandarin
- 1949: Hallo Fräulein!
- 1949: Nachtwache
- 1949: Königskinder
- 1950: Das doppelte Lottchen
- 1950: Verzauberte Bergwelt (Kurzdokumentarfilm)
- 1950: Begierde
- 1951: Nachts auf den Straßen
- 1952: Ich heiße Niki
- 1954: Dieses Lied bleibt bei dir
- 1954: Sauerbruch – Das war mein Leben
- 1956: Stählerne Adern (Industriefilm)
- 1957: Eine Frau, die weiß, was sie will
- 1959: Geliebte Bestie
- 1959: Der Engel, der seine Harfe versetzte
- 1959: Labyrinth
- 1959: Die Nackte und der Satan
- 1959: Ein Mann geht durch die Wand
- 1959: Nacht fiel über Gotenhafen
- 1960: Das Spukschloß im Spessart
- 1961: Das Wunder des Malachias
- 1962: Schneewittchen und die sieben Gaukler
- 1963: Lieben Sie Show? (Fernsehshow)
- 1964: Die große Kür
- 1966: Raumpatrouille
- 1967: Die Schlangengrube und das Pendel
- 1972: Ludwig – Requiem für einen jungfräulichen König
- 1973: Undine 74
- 1974: Karl May
- 1975: Carmina burana (TV)
- 1976: Gefundenes Fressen
- 1977: Der amerikanische Freund
- 1977: Hitler, ein Film aus Deutschland
- 1977: Fedora
- 1978: Lawinenexpress
- 1980: Die Formel (The Formula)
- 1980: Hänsel und Gretel (TV)
- 1981: Das Boot
- 1981: Der Zauberberg
- 1982: Mit dem Wind nach Westen
- 1983: Ediths Tagebuch
- 1983: Die Schaukel
- 1983: Das Gespinst (TV)
- 1984: Flucht nach Afrika (TV)
- 1984: Das Rätsel der Sandbank (TV-Serie)
- 1984: Didi und die Rache der Enterbten
- 1985: Otto – Der Film
- 1985: Sonnenschauer (TV)
- 1987: Ödipussi
- 1988: Der Fluch
- 1988: Faust
- 1988–1992: Die zweite Heimat – Chronik einer Jugend (TV-Serie)
- 1990: Das schreckliche Mädchen
- 1990: Werner – Beinhart!
- 1990: Es ist nicht leicht, ein Gott zu sein
- 1990: Moon 44
- 1990: Café Europa
- 1990: Erfolg